# Højbjerg Kirke
 Ikke at forveksle med Frederikskirken.
Højbjerg Kirke Højbjerg Sogn i det tidligere Lysgård Herred, Viborg Amt, nu Viborg Kommune. Den østlige del af koret og skib er opført i romansk tid af granitkvadre over skråkantsokkel. Begge de retkantede døre er bevaret, norddøren tilmuret med tagformet overligger, syddøren i brug, begge har profileret tærskelsten. Tårnet blev opført i sengotisk tid. I 1700-tallet opførtes våbenhuset og i 1723 lod Janus Friedenreich og Anne Margrethe Linde et gravkapel opføre i forlængelse af koret mod øst, på den nuværende østgavl ses et sandstensrelief med våben og årstal. I 1747 lod Janus Friedrich og Anne Margrethe Linde tårnet ombygge. Kirken blev istandsat i 1941-42.
Kirken har flade bjælkelofter, korbuen er udvidet og pudset. Gravkapellet mod øst er afskilret fra koret ved en væg bag alteret. To stukportaler med smedejernsdøre fører fra koret ind til gravkapellet, som er overdækket af fire stukdekorerede grathvælv, der hviler på en midterpille. Prædikestolen er fra omkring 1600.
Den romanske døbefont af granit har to par dobbeltløver om fælles mandshoved.

## Eksterne kilder og henvisninger
- Højbjerg Kirke Arkiveret 31. januar 2011 hos  Wayback Machine hos nordenskirker.dk
- Højbjerg Kirke hos KortTilKirken.dk